# Rachid del Marocco
Moulay Rachid (in arabo الأمير مولي رشيد بن الحسن‎?; Rabat, 20 giugno 1970) è stato principe ereditario del Marocco dal 1999 al 2003.
Secondogenito di Hasan II e di Latifa Amahzoune, acquisì il titolo di erede al trono quando il fratello Muhammad VI salì al trono, per poi perderlo quando il re ebbe il figlio Hassan, passando così al secondo posto in linea di successione al trono. È un dottore in politica internazionale e serve il suo paese con attività diplomatiche.

## Biografia
Dopo Rachid, en Marruecos, gli studi primari e secondari presso il Collège royal a Rabat e ottenere il Baccalauréat nel giugno 1989, è entrato all'Università Mohammed V di Rabat per iniziare i suoi studi superiori in legge. Nel maggio 1993, il principe ha conseguito il Bachelor of Law (LL.B.), la specializzazione in diritto economico e sociale. Lo stesso anno, il principe ha ricevuto la sua licenza per esercitare la legge - Diritto Pubblico con la menzione "molto buono". Il 29 giugno 1995, il principe ha completato i suoi studi universitari e ha ricevuto un Master in Legge (LL.M.) in Scienze Politiche, con menzione "molto buono". La relazione sulla Bosnia è stata oggetto della sua ricerca e la tesi che il principe ha presentato e sostenuto pubblicamente. Al fine di completare la sua formazione per la sua educazione post laurea, nel novembre 1993, il Principe ha iniziato uno stage presso le Nazioni Unite a New York. Il 18 maggio 2001, il principe ha presentato la sua tesi di dottorato sulla Organizzazione della Conferenza islamica alla Université Montesquieu-Bordeaux IV, che ha meritato una menzione specifica per la qualità del suo lavoro. Il 21 giugno 1996, il principe ha completato con successo le prove scritte e orali per la sua formazione post laurea e ha ricevuto una laurea specialistica in Relazioni Internazionali , con menzione "molto buono".
Oltre all'arabo, il principe parla inglese, francese e spagnolo.
Nel luglio 1994, il principe Moulay Rachid è stato promosso al grado di colonnello nella Marine royale. Nel luglio 2000, il principe è stato promosso al grado di generale di brigata.

## Discendenza
Rachid del Marocco e Lalla Oum Khaltum Boufarès hanno due figli:
- Principe Moulay Ahmed (Rabat, 23 giugno 2016);
- Principe Moulay Abdeslam (Rabat, 1⁰ giugno 2022).

## Titoli e trattamento
- 20 giugno 1970 - 23 luglio 1999: Sua Altezza Reale, il principe Moulay Rachid Ben-Hassan
- 23 luglio 1999 - 8 maggio 2003: Sua Altezza Reale, il principe ereditario Moulay Rachid Ben-Hassan
- 8 maggio 2003 - attuale: Sua Altezza Reale, il principe Moulay Rachid Ben-Hassan

## Onorificenze

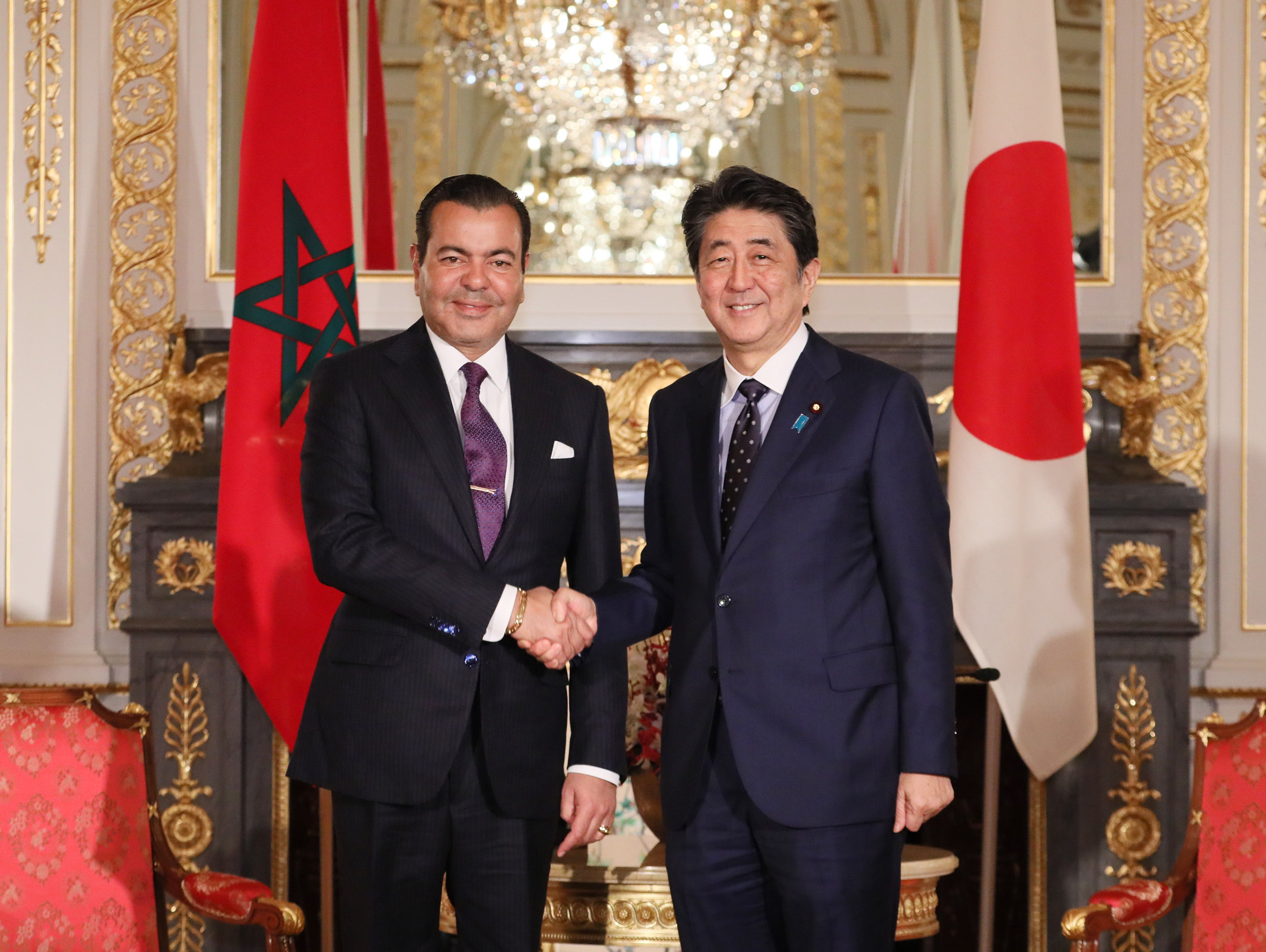
Moulay Rachid insieme a Shinzō Abe (Tokyo, 2019).

## Ascendenza

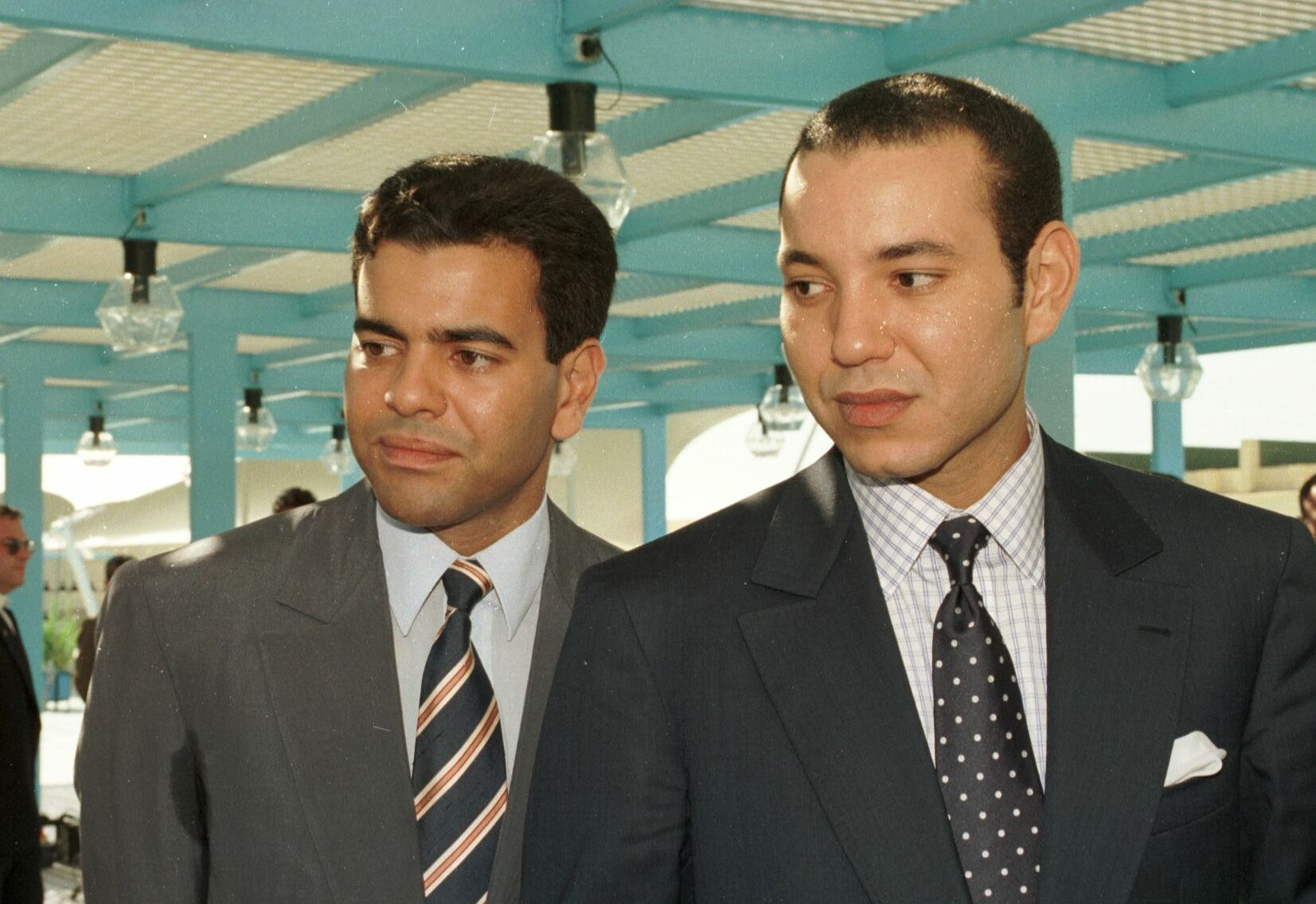
Moulay Rachid insieme a Muhammad VI del Marocco (1993).

|                        |     |                              | Genitori            |  |  | Nonni |  |  | Bisnonni           |  |  | Trisnonni           |  |
|                        |     |                              |                     |  |  |       |  |  | Yusuf ben al-Hasan |  |  | Hasan I del Marocco |  |
|                        |     |                              |                     |  |  |       |  |  | Yusuf ben al-Hasan |  |  | Hasan I del Marocco |  |
|                        |     | Ruqiya al-Amrani             |                     |  |  |       |  |  | Yusuf ben al-Hasan |  |  |                     |  |
| Muhammad V del Marocco |     |                              |                     |  |  |       |  |  | Yusuf ben al-Hasan |  |  |                     |  |
|                        |     | Yaqut                        | ...                 |  |  |       |  |  |                    |  |  |                     |  |
|                        |     | Yaqut                        | ...                 |  |  |       |  |  |                    |  |  |                     |  |
|                        |     | Yaqut                        | ...                 |  |  |       |  |  |                    |  |  |                     |  |
| Hasan II del Marocco   |     | Yaqut                        |                     |  |  |       |  |  |                    |  |  |                     |  |
|                        |     | Mohammed al-Tahar bin Hassan | Hasan I del Marocco |  |  |       |  |  |                    |  |  |                     |  |
|                        |     | Mohammed al-Tahar bin Hassan | Hasan I del Marocco |  |  |       |  |  |                    |  |  |                     |  |
|                        |     | Mohammed al-Tahar bin Hassan | Ruqiya al-Amrani    |  |  |       |  |  |                    |  |  |                     |  |
| Abla bint Tahar        |     | Mohammed al-Tahar bin Hassan |                     |  |  |       |  |  |                    |  |  |                     |  |
|                        |     | ...                          | ...                 |  |  |       |  |  |                    |  |  |                     |  |
|                        |     | ...                          | ...                 |  |  |       |  |  |                    |  |  |                     |  |
|                        |     | ...                          | ...                 |  |  |       |  |  |                    |  |  |                     |  |
| Rachid del Marocco     |     | ...                          |                     |  |  |       |  |  |                    |  |  |                     |  |
|                        | ... | ...                          |                     |  |  |       |  |  |                    |  |  |                     |  |
|                        | ... | ...                          |                     |  |  |       |  |  |                    |  |  |                     |  |
|                        | ... | ...                          |                     |  |  |       |  |  |                    |  |  |                     |  |
| ...                    | ... |                              |                     |  |  |       |  |  |                    |  |  |                     |  |
|                        |     | ...                          | ...                 |  |  |       |  |  |                    |  |  |                     |  |
|                        |     | ...                          | ...                 |  |  |       |  |  |                    |  |  |                     |  |
|                        |     | ...                          | ...                 |  |  |       |  |  |                    |  |  |                     |  |
| Latifa Amahzoune       |     | ...                          |                     |  |  |       |  |  |                    |  |  |                     |  |
|                        |     | ...                          | ...                 |  |  |       |  |  |                    |  |  |                     |  |
|                        |     | ...                          | ...                 |  |  |       |  |  |                    |  |  |                     |  |
|                        |     | ...                          | ...                 |  |  |       |  |  |                    |  |  |                     |  |
| ...                    |     | ...                          |                     |  |  |       |  |  |                    |  |  |                     |  |
|                        |     | ...                          | ...                 |  |  |       |  |  |                    |  |  |                     |  |
|                        |     | ...                          | ...                 |  |  |       |  |  |                    |  |  |                     |  |
|                        |     | ...                          | ...                 |  |  |       |  |  |                    |  |  |                     |  |
|                        |     | ...                          |                     |  |  |       |  |  |                    |  |  |                     |  |